# Milaan-San Remo 2019
De 110e editie van de wielerwedstrijd Milaan-San Remo werd gehouden op 23 maart 2019.
De renners legden een parcours af van 291 kilometer tussen Milaan en San Remo, waar de race eindigde op de Via Roma. De wedstrijd maakte deel uit van de UCI World Tour 2019. Titelverdediger was de Italiaan Vincenzo Nibali.

## Koersverloop
Op de laatste beklimming van de race, de Poggio, trok Julian Alaphilippe ten aanval. Hij kreeg een klein groepje renners op zijn wiel. In de afdaling komen er nog een aantal renners terug. Uiteindelijk kan een groepje van 10 renners zou om de zege gaan sprinten in San Remo. Alaphilippe won deze spurt voor Oliver Naesen en Michał Kwiatkowski. Peter Sagan werd vierde, terwijl hij op papier de sterkste spurter van het groepje zou zijn.

## Deelnemende ploegen
| 18 UCI World Tour-ploegen | 18 UCI World Tour-ploegen | 18 UCI World Tour-ploegen | 7 wildcards                 |
| ------------------------- | ------------------------- | ------------------------- | --------------------------- |
| AG2R La Mondiale          | EF Education First        | Team INEOS                | Androni-Sidermec-Bottecchia |
| Astana Pro Team           | Groupama-FDJ              | Team Jumbo-Visma          | Bardiani CSF                |
| Bahrain-Merida            | Lotto Soudal              | Team Katjoesja Alpecin    | Cofidis                     |
| BORA-hansgrohe            | Movistar Team             | Team Sunweb               | Total Direct Énergie        |
| CCC Team                  | Mitchelton-Scott          | Trek-Segafredo            | Israel Cycling Academy      |
| Deceuninck–Quick-Step     | Team Dimension Data       | UAE Team Emirates         | Neri-Selle Italia-KTM       |
|                           |                           |                           | Team Novo Nordisk           |
|                           |                           |                           |                             |

## Uitslag
| Plaats  | Naam               | Ploeg                  | Tijd     |
| ------- | ------------------ | ---------------------- | -------- |
| Winnaar | Julian Alaphilippe | Deceuninck–Quick-Step  | 6u40'14" |
| 2       | Oliver Naesen      | AG2R La Mondiale       | z.t.     |
| 3       | Michał Kwiatkowski | Team Sky               | z.t.     |
| 4       | Peter Sagan        | BORA-hansgrohe         | z.t.     |
| 5       | Matej Mohorič      | Bahrain-Merida         | z.t.     |
| 6       | Wout van Aert      | Team Jumbo-Visma       | z.t.     |
| 7       | Alejandro Valverde | Movistar Team          | z.t.     |
| 8       | Vincenzo Nibali    | Bahrain-Merida         | z.t.     |
| 9       | Simon Clarke       | EF Education First     | z.t.     |
| 10      | Matteo Trentin     | Mitchelton-Scott       | z.t.     |
| 11      | Tom Dumoulin       | Team Sunweb            | + 3"     |
| 12      | Michael Matthews   | Team Sunweb            | + 8"     |
| 13      | Daniel Oss         | BORA-hansgrohe         | + 24"    |
| 14      | Alexander Kristoff | UAE Team Emirates      | + 27"    |
| 15      | Magnus Cort        | Astana Pro Team        | z.t.     |
| 16      | Fernando Gaviria   | UAE Team Emirates      | z.t.     |
| 17      | Marco Haller       | Team Katjoesja Alpecin | z.t.     |
| 18      | Mike Teunissen     | Team Jumbo-Visma       | z.t.     |
| 19      | Davide Ballerini   | Astana Pro Team        | z.t.     |
| 20      | Giacomo Nizzolo    | Team Dimension Data    | z.t.     |